# جورج جوفي
جورج جوفي (بالفرنسية: Georges Govy)‏ كاتب فرنسي ، حاصل على جائزة رينودو الأدبية عام 1955.